# Huia (geslacht)
Huia is een geslacht van kikkers uit de familie echte kikkers (Ranidae). De groep werd voor het eerst wetenschappelijk beschreven door Yang in 1991.
Alle soorten zijn endemisch in Indonesië en komen voor op de eilanden Borneo, Java en Sumatra.
Er zijn tegenwoordig vijf soorten, inclusief de pas in 2005 wetenschappelijk beschreven soort Huia melasma. Vroeger telde het geslacht meer dan 50 soorten die vrijwel allemaal zijn ondergebracht in andere geslachten zoals Odorrana.

## Taxonomie
Geslacht Huia
- Soort Huia cavitympanum
- Soort Huia masonii
- Soort Huia melasma
- Soort Huia modiglianii
- Soort Huia sumatrana